# Eurocomb
Eurocomb, la Conférence européenne sur la combinatoire, la théorie des graphes et leurs applications, est un congrès scientifique dans le champ mathématique de la combinatoire.
Eurocomb a lieu tous les deux ans depuis 2001. Depuis 2003, le prix européen de combinatoire est décerné lors de la conférence.
Pour chaque édition de la conférence, le comité de programme sélectionne parmi les résumés soumis ceux qui seront présentés en conférences. Les sujets traités incluent la combinatoire algébrique, la géométrie combinatoire, la théorie combinatoire des nombres, l'optimisation combinatoire, les modèles et configurations, la combinatoire énumérative, la combinatoire extrémale, la théorie des graphes, les ensembles ordonnés, les méthodes probabilistes et la combinatoire topologique.
La dernière édition en date d'Eurocomb s'est déroulée à l'Université technique de Vienne en 2017.

## Editions
- 2001 : Barcelone  Espagne
- 2003 : Prague  République tchèque [1]
- 2005 : Berlin  Allemagne [2]
- 2007 : Séville  Espagne [3]
- 2009 : Bordeaux  France [4]
- 2011 : Budapest  Hongrie [5]
- 2013 : Pise  Italie [6]
- 2015 : Bergen  Norvège [7]
- 2017 : Vienne  Autriche [8]